# 米格尔·德·塞万提斯
米格爾·德·塞凡提斯·薩維德拉（西班牙語：Miguel de Cervantes Saavedra，1547年9月29日—1616年4月23日），西班牙小說家、劇作家、詩人。1547年9月29日生於西班牙埃納雷斯堡，1616年4月23日在馬德里逝世。他被譽為是西班牙语文學世界里最偉大的作家。其代表作《堂吉诃德》被广泛认为是文学史上的第一部現代小說。

## 生平

### 早年

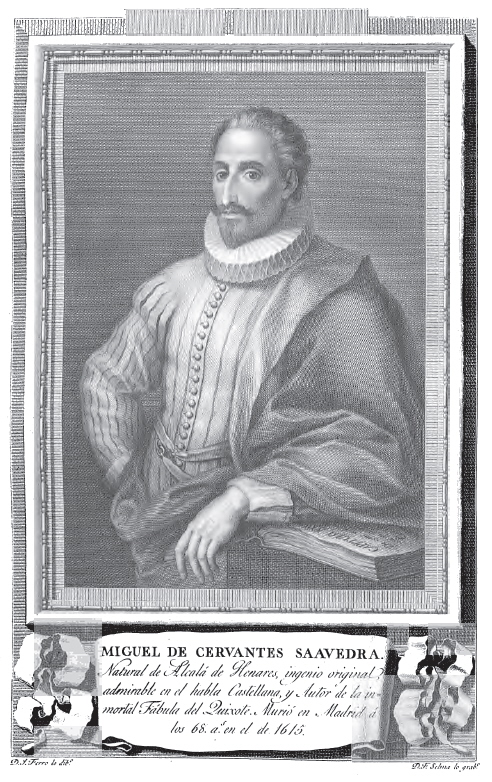
1791年，根据各种史料为他的想象画

据推测塞万提斯出生于马德里附近的埃纳雷斯堡。虽然依据取圣名的传统，他可能在9月29日——庆祝天使长圣·米格尔诞生的节日那天出生，但其确切日期已无从考证。1547年10月9日塞万提斯在阿尔卡拉的圣塔玛丽亚·马约尔教堂接受洗礼。
他的父亲叫做罗德里戈·德·塞万提斯，科尔多瓦人和加利西亚人的后代。他是位外科医生，这在当时是一种更相当于现在的护理员之类的职业。据亞美利科·卡斯特罗（Américo Castro）、丹尼尔·爱伊森伯格（Daniel Eisenberg）等塞万提斯学家指出，他父亲有两个家族的血统，但歷史學家尚·卡納瓦吉奧（Jean Canavaggio）坚称“这并未经证实”。他的母亲名叫莱昂诺尔·德·科尔蒂纳斯·桑切斯（Leonor de Cortinas Sánchez）。后人除了知道她很可能是皈依基督教的犹太人的后代外，其余一无所知。他的兄弟姐妹分别为安德烈斯（Andrés）（1543）、安德列亞（Andrea）（1544）、露易莎（Luisa）（1546）——她后来成了修道院院长、罗德里戈（Rodrigo）（1550）——他作为士兵同塞万提斯一起在阿尔及尔被俘、马格达莱娜（1554）以及胡安——他只在他父亲的遗嘱里才被提及。要注意的是塞万提斯的姓氏“萨维德拉”没有在任何关于他的早期文献中出现，他的兄弟姐妹也没有一个使用它。他出生时的名字应该是“米格尔·德·塞万提斯·科尔蒂納斯”（Miguel de Cervantes Cortinas）。他仅仅是从阿尔及尔被俘归来后才开始用这个姓——这很可能是为了将自己与那个被宫廷驱逐的“米格尔·德·塞万提斯·柯尔蒂納斯”区分开来。
1551年左右，塞万提斯一家人搬到了巴利亚多利德。由于债务缠身，在很长一段时间里他们的日子过得都很拮据，其财产也被查封。1556年，塞万提斯的父亲前往科尔多瓦继承了胡安·塞万提斯——即作家的爷爷——的遗产，从此摆脱了债权人的纠缠。并没有确切资料表明塞万提斯的受教育程度，但可以确定的是，他没有上大学。他很可能在巴利亚多利德、科尔多瓦或塞维利亚读过书。他也有可能在耶稣学校学习过，因为在他的小说《狗的对话录》中有一段关于耶稣学院的描写，很像是他学生生活的影射。
1566年塞万提斯移居马德里。他进了比利亚学院（Estudio de la Villa），由语法教授胡安·洛佩斯·德·沃约斯（Juan López de Hoyos）指导。洛佩斯在1569年出版了一本有关腓力二世第三个妻子伊莎贝尔·德·巴洛斯王后染疾逝去的书。该书收录了三首塞万提斯的诗歌，《我们亲爱的弟子》。这三首诗可以说是塞万提斯最早的文学创作。在这些年间，塞万提斯观看了很多洛佩·德·鲁埃达的表演，因此喜欢上了戏剧。另外，根据《堂吉诃德》第二部分中主人公一出场就说的“他简直对滑稽剧着迷地入了魔”（se le iban los ojos tras la farándula）也许能从侧面说明他的喜爱程度。

### 逃亡意大利与勒班陀戰役

勒班多海战

根据腓力二世所遗存的裁决书中的记载，1569年塞万提斯被通缉捉拿，理由是在一场决斗中伤害了一个叫做安东尼奥·西古拉的营造师。如果这里所指的真的是米格尔·德·塞万提斯本人的话，就不难理解他为何要逃往意大利了。同年的12月他抵达了罗马。在那里他研读了卢多维克·阿里奥斯托的骑士诗歌以及瑟法底犹太人里昂·希伯来的作品《爱的对话》，这些新柏拉主义的灵感，影响了他的爱情观。意大利艺术风格——作为那段时期最珍贵的回忆——使塞万提斯受到很大的感染，这在他的《退伍的玻璃窗》中有所体现，并且影射于其它作品中。
1570年他开始追随相识于马德里的红衣主教胡利奥·阿克夸维瓦（Giulio Acquaviva）。作家跟着他先后去了巴勒莫、米兰、佛罗伦萨、威尼斯、帕尔玛和费拉拉。之后不久他就离开胡利奥·阿奎维瓦入伍当兵，被编入船长迭戈·德·乌尔比那的连队。1571年10月7日，塞万提斯作为由西班牙国王腓力二世的弟弟奧地利的唐胡安所领导的基督海军的一员，参加了勒班陀戰役。在八年后撰写的一项官方报告中这样写道：

⋯⋯在这场海战中，塞万提斯发着高烧，状态很差，连长和战友告诉他：你的情况很糟糕，应该好好躺在帆船的房间里。塞万提斯指责道：你们说什么呢，我没有尽到我应尽的义务，与其当怕死鬼，倒宁愿为了上帝和国王而战死⋯⋯他就这样与战友们一起，像连长所命令的那样，在这场战斗中和土耳其人搏斗着。战斗结束后，胡安将军知晓了他在的英勇表现，给了他额外的四个金币⋯⋯在这场战役中，他的胸部手部两处受伤，他的左手从此残废了。

  
塞万提斯的绰号“勒班陀的独手人”（El Manco de Lepanto）就是由此而来。他的左手并没有断掉，而是子弹的碎片切断了手掌的一根神经使他的手失去了行动能力所以变得僵化。这些伤并不重，在墨西拿医院接受了六个月的治疗后，塞万提斯于1572年回归了军营生活。他参与了舰队对纳瓦里诺、克基拉岛、比塞尔他和突尼斯（1573）的远征。所有的这些征程都是由船长曼努埃尔·彭塞·德·里昂（Manuel Ponce de León）和非常著名的洛佩·德·菲戈洛阿（Lope de Figueroa）指挥。这在佩德罗·卡尔德龙·德拉巴尔卡的《萨拉梅阿市长》（El alcalde de Zalamea）中有所描写。
后来，塞万提斯跑遍了西西里岛、撒丁岛、热那亚和伦巴第的主要城市。最后他在那不勒斯待了两年的时间，一直到1575年。
塞万提斯对于参加了勒班陀之战一直非常的骄傲。这对他来说，就像他在堂吉诃德第二部分的序言中所写的，（这是）几个世纪以来的人、当代的人乃至未来的人所能看到或预见的最崇高的事情。（la más alta ocasión que vieron los siglos pasados, los presentes, ni esperan ver los venideros.）

### 在阿尔及尔被俘
1575年9月26日在塞万提斯乘坐帆船“太阳号”从那不勒斯回西班牙的途中，一列由阿尔那托·玛米指挥的土耳其小船队虏获了米格尔和他的兄弟罗德里格。他们被俘与卡达盖斯·德·罗萨斯（Cadaqués de Rosas）或巴拉莫斯，即现在的布拉瓦海岸，后被送到了阿尔及尔。塞万提斯沦为希腊叛徒达利·玛米（Dali Mamí）的奴隶。虏获者们在他的身上找到的堂胡安·德·奥斯特利亚和塞萨侯爵（Duque de Sessa）的推荐信让他们觉得塞万提斯是个非常重要的人物，他们会通过他得到一大笔赎金。他们向他索要五百个古金币以换回其自由。在长达五年的囚禁中，意志坚定的塞万提斯曾经四次尝试着逃跑。为了防止敌人对他囚友的进行报复，他一人揽下了全部责任，且在面對折磨缄默其口。通过修道士迪亚哥·德·阿艾德的《阿尔及尔地形历史概况》一书，后人才获取了有关其被俘的重要信息。不过后来人们才知道阿艾德出版的这本书并不是他本人所作，这一点他自己最后也承认。有关其真正作者的问题，各位塞万提斯学家各执一词，并没有一致的答案。根据艾米莉奥·索拉的研究，它的作者是安东尼奥·德·索萨，一位本笃会修士，被俘的塞万提斯的同伴，即这部作品的对话记录者。丹尼尔·爱伊森伯格认为此书正是由被俘的作家本人所写，因为此书与塞万提斯的其它作品有非常多的相似之处。准确的说，阿艾德的作品是塞万提斯本人赞美自己英雄主义的创作，不再能独立地证明他在阿尔及尔遭遇。
第一次逃亡的失败是由于本应把塞万提斯和他的同伴们带往奥兰的穆斯林在行程的一开始就抛弃了他们。他们不得不回到监视比以前更加严密的阿尔及尔。与此同时，塞万提斯的母亲筹到了所需的金币，希望能够赎回两个儿子。1577年两方达成协议，但是那些钱并不够赎回他们两个人。米格尔让他的哥哥先出去，后者带着弟弟制定的解救所有包括他在内的十四五人的计划回到了西班牙。塞万提斯和其他俘虏一起躲到了一个隐蔽的山洞里，等候一艘西班牙帆船来接他们。那艘船确实抵达了，并且两次尝试着靠近沙滩，但是最终被捕获。由于一个绰号为“镀金工人”的叛徒的告密，藏在山洞里的他们也被发现。塞万提斯坚称他是策划逃走并引导同伴的唯一一人，阿尔及尔的国王，阿藏·巴哈（Azán Bajá）将他绑上锁链关进了监狱里长达五个月。
第三次，塞万提斯计划最终从陆路抵达奥兰。他托一个穆斯林亲信给那儿的将军马丁·德·科尔多巴（Martín de Córdoba）捎去了几封信，向他解释整个计划并寻求帮助。没有料到的是，这个信使反被监禁，信因此曝光。这些信表明了这一切正是由塞万提斯所策划。他因此被判两千下棒打，不过由于很多人替他说情最终并未行刑。
最后一次逃跑得以实施要感谢阿尔及尔的一位瓦伦西亚商人给他的一笔钱，塞万提斯用它买到了一艘足以容纳七十个俘虏的快速帆船。当一切问题就要解决时，其中的一位本应该被释放的前多米尼克医生胡安·布朗克·德·巴斯向阿藏·巴哈泄露了整个计划。这个背叛者得到了一个金币和一个奶黄色花瓶作为奖赏，塞万提斯则被阿藏·巴哈转到了一个位于他宫殿的更加安全的监狱。后来，又决定把他送到一个几乎无法逃跑的地方——君士坦丁堡。这一次，塞万提斯又承担了全部的责任。
1580年5月，修道士安东尼奥·德·拉·贝亚（Antonio de la Bella）和胡安·希尔（Juan Gil）抵达阿尔及尔。他们致力于释放俘虏。胡安·吉尔希望以仅有的三百个金币赎回塞万提斯但是对方坚持要五百个金币。胡安奔波于基督商人之间筹集他所缺的钱，当他筹到所有钱时塞万提斯已经戴着手链脚镣坐在被送往君士坦丁堡的船上了。靠着这艰难落实的五百个金币，塞万提斯于1580年9月19日被释放。10月24日，他终于同其余被赎的俘虏一道回到了西班牙。他先经过德尼亞后辗转瓦伦西亚，10月底或者11月初与家人在马德里团聚。

### 回到西班牙

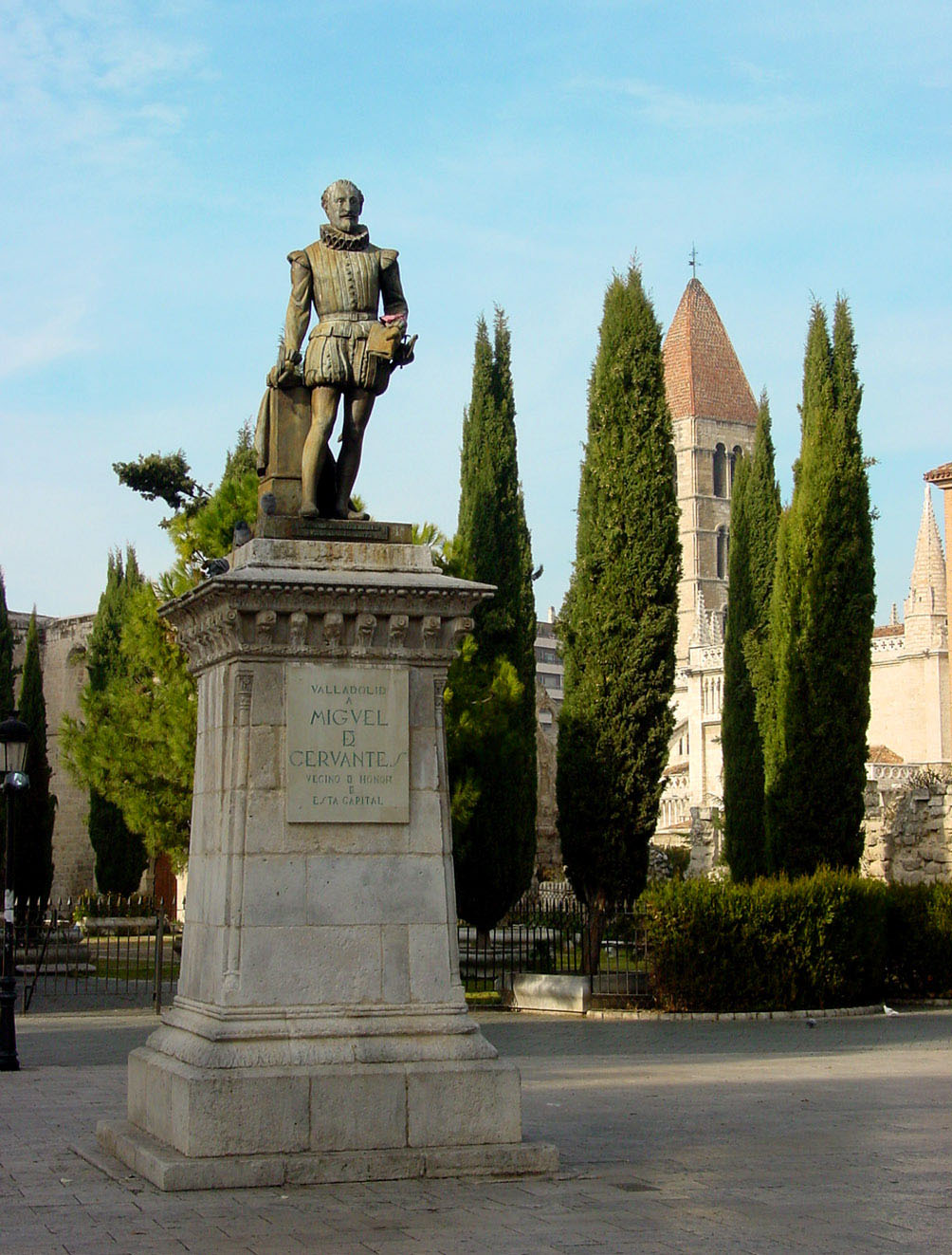
巴利亚多利德大学广场内的塞万提斯像

1581年5月，塞万提斯去了当时腓力二世所在的葡萄牙，想找個工作幫助為了贖回他而負債累累的家庭。因为他对于北非文化习俗方面的知识非常熟悉，所以被安排在了奥兰秘密委员会。这份工为他挣得了五十个金币。随后他回到了里斯本并于年末返回马德里。1582年2月，他申请过一个美洲的空余工作未果。这些年间，塞万提斯曾与一个酒馆老板的妻子安娜·比亚弗朗卡·德·罗哈斯相爱，并有了一个名叫伊莎贝尔·德·萨维德拉的女儿。
1584年12月12日，塞万提斯与卡塔利纳·德·萨拉萨尔-帕拉斯奥结婚。卡塔利纳当时还未满二十周岁，嫁妆也是简简单单。这桩婚姻被认为是一个失败。婚后两年他们分居，此后一直没有过孩子。他开始频繁地出行安达鲁西亚。尽管塞万提斯是第一个在他的幕间短剧《审理离婚案件的法官》（El juez de los divorcios）种涉及离婚的话题，他在很多的自传中却只字不提他的妻子。而离婚在当时的天主教国家是一件根本不可能的事。
塞万提斯的第一部广为流传的小说《伽拉泰亚》（La Galatea，又译《条纹棉布》）很可能是于1581年至1583年间写成。该书于1585年在阿卡拉·德·艾纳勒斯出版。在那之前，他仅在一些不为人知的书和歌谣集上出版过他的一些诗歌。
虽然作者只写了“第一部分”，《伽拉泰亚》却已经被分成六卷问世。塞万提斯曾保证会完成整部作品，然而终究没有将其印出。书的序言被认为是一种“田园诗”的体裁，坚持了作家对于诗歌一贯的喜爱。整本书可以归于田园式小说，一种由豪尔赫·德·蒙特马约尔（Jorge de Montemayor）创作的小说类型。可以看出小说是在作家在意大利当兵时完成的。

### 创作巅峰
1587年，塞万提斯作为无敌舰队的临时代表出访了安达鲁西亚。这些年间，从马德里通往安达鲁西亚的路被他踏遍，他也一次又一次地经过了卡斯蒂利亚-拉·曼恰。这也是他的小说《林孔内特和科尔塔迪略》（Rinconete y Cortadillo）中的路线。

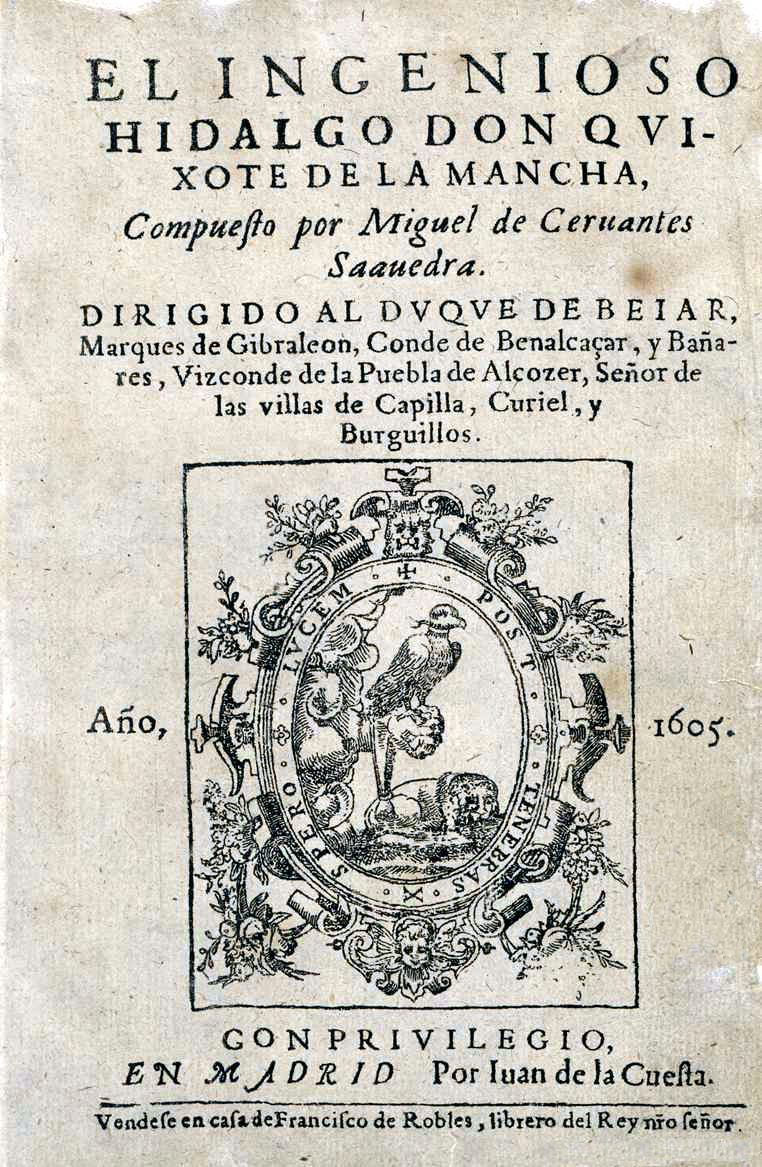
《堂吉诃德》第四版(1605年).

后来，塞万提斯又当上了税吏。1597年他因所寄存税款的银行倒闭而被投入狱。据《堂吉诃德》的序言，他正是在狱中“孕育”了这部作品。但是，他究竟是在狱中写成了这本小说，还是仅仅有所构思却不得而知。塞万提斯另一次有记载的入狱是在卡斯特罗·德·里奥（科尔多瓦），相当的短暂。1605年，他最主要的作品《堂吉诃德》（第一部分，原名为：《奇情异想的绅士堂吉诃德·德·拉·曼恰》，El ingenioso hidalgo don Quijote de la Mancha）出版。该书结束了文学美学的写实主义，开创了现代小说、复调小说的先河，对于后代有极其深远的影响。小说的第二部分（《情奇异想的骑士唐·吉軻德·德拉·曼恰》，El ingenioso caballero don Quijote de la Mancha）直到1615年才问世。这部分成两部的小说奠定了他在世界文学史上的位置，使他成为了与但丁、莎士比亚、蒙田及歌德齐名的西方教会作家。此前一年，市面上曾出现一本阿隆索·费尔南德斯·德·阿维亚内达（Alonso Fernández de Avellaneda）所写的伪造的小说第二部分。实际上，阿隆索·费尔南德斯·德·阿维亚内达只是一个笔名，其真实身份至今不明。不过很可能是由一个或多个洛佩·德·维加的阿拉贡门徒朋友所写。

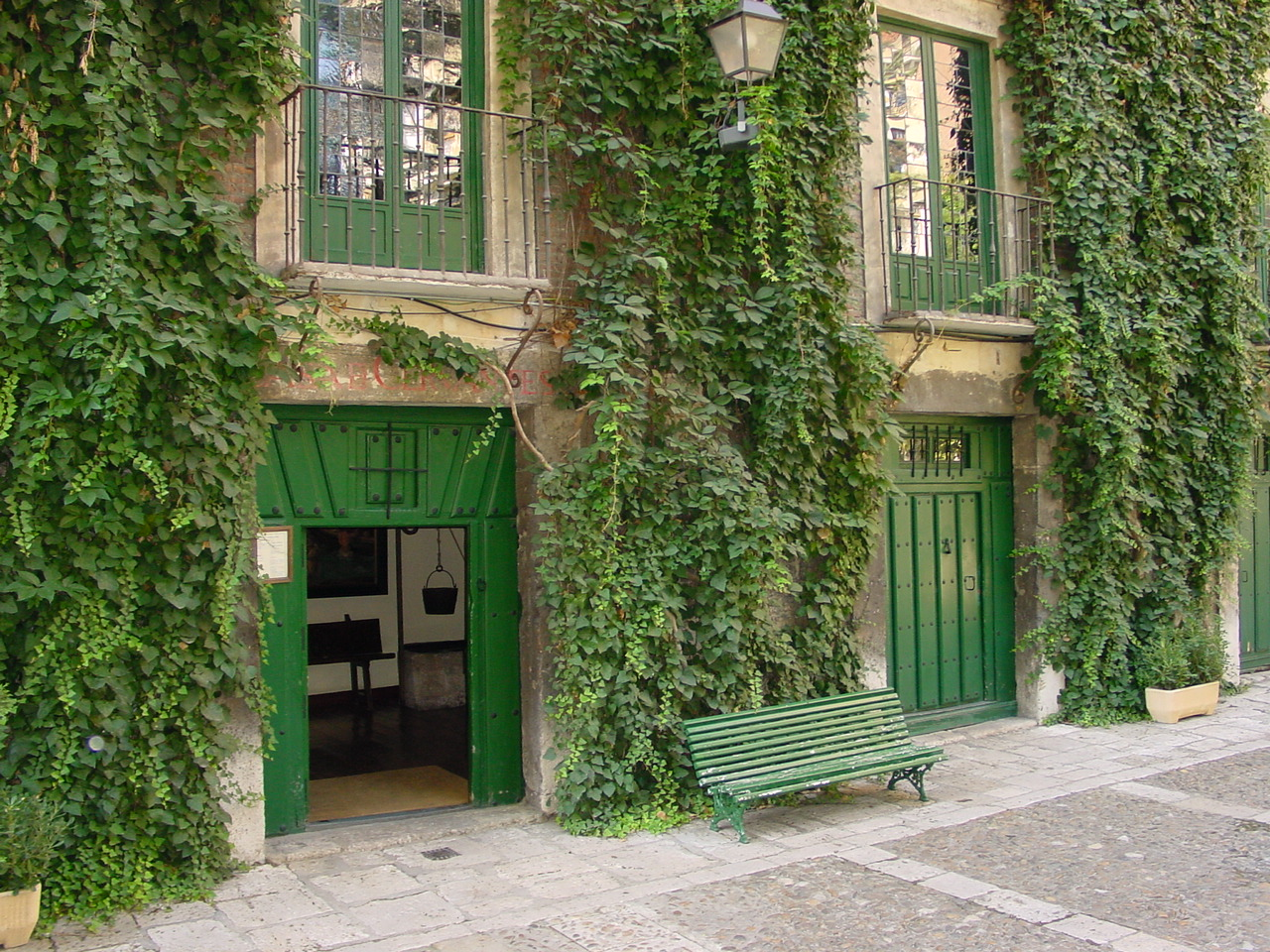
塞万提斯1604年至1606年间在瓦拉多利德的家，《堂吉诃德》正好于1605年出版。现在是一座博物馆。

1613年，在第二部堂吉诃德问世之前，塞万提斯出版了《训诫小说集》（Novelas ejemplares，又译《模范故事》、《惩恶扬善短篇小说集》）。这部小说集由十二篇短篇故事构成，其中的一些小说创作于许多年前，塞万提斯进行了多种叙事方式的试验。其中的一些小说，比如《El celoso extremeño》，留有十九世纪发现的由名为波拉斯·德·拉卡马拉手抄的重编稿。撇开《堂吉诃德》不谈，仅这套小说集就可以被称为西班牙语文学历史上的经典。
塞万提斯的作品中不乏文学评论。这在《伽拉泰亚》、《堂吉诃德》中都有体现，1614年他更为此创作了长诗《帕尔纳索斯山之旅》（Viaje del Parnaso，又译《巴拿索神山瞻礼记》）。1615年，他出版了《尚未上演的八齣喜剧和八齣幕间短剧》（Ocho comedias y ocho entremeses nuevos nunca，又译《喜剧和幕间短剧各八种》），但其如今更受欢迎的除了《阿尔及尔的交易》（El trato de Argel）之外的剧本集《努曼西亚》（La Numancia）却直到十八世纪才被修订出版。
在塞万提斯逝世前一年，小说《贝尔西雷斯和西希斯蒙达历险记》（Los trabajos de Persiles y Sigismunda）出版。而其致德·莱默斯伯爵的题献直到他死前两天才定下。这部作家试图与希腊经典《Heliodoro》相比拼的拜占庭小说在当时存有多个版本，但是在《堂吉诃德》无可争议的“胜利”面前，它显得暗淡无光，很快被人们所遗忘。在这部作品中，塞万提斯使用了一组——而不是两个——人物作为小说的引线，这种被称为魔幻现实主义的风格逆潮流而提前出现。他还在某种程度上将人物原型基督化，以两位叫作佩里安德罗和奥利斯特拉的相爱的主人公在圣塔·德·罗马的大觉醒将小说推向高潮：
“我们的灵魂，就像你所知道以及这里的人们教会我的一样，将永远持续的活动下去，直到投归神的怀抱才会得以停息。生命中的欲望是无止境的。一些欲望环环相扣，形成一条也许是上通天堂下达地狱的锁链。”
事实上，《贝尔西雷斯和西希斯蒙达历险记》是一本蕴藏复杂结构与主旨的小说，至今没有令人完全信服和满意的解读。
1616年，塞万提斯逝世。塞万提斯对于世界文学的影响是巨大的。

## 作品

### 小说
塞万提斯的小说，按照出版年代顺序排列如下：
- 《伽拉泰亚》La Galatea，又译《条纹棉布》（1585年）
- 《聪明的绅士堂吉诃德·德·拉曼恰》El ingenioso hidalgo don Quixote de la Mancha（1605年）
- 《训诫小说集》Novelas ejemplares，又译《模范故事》、《惩恶扬善短篇小说集》（1613年）
- 《聪明的骑士堂吉诃德·德·拉曼恰第二部分》Segunda parte del ingenioso caballero don Quijote de la Mancha（1615年）
- 《贝尔西雷斯和西希斯蒙达历险记》Los trabajos de Persiles y Sigismunda（1617年）

#### 《伽拉泰亚》
《伽拉泰亚》是塞万提斯的第一部小说，其田园的风格构成文艺复兴文学的一部分。塞万提斯三十八岁时以《伽拉泰亚第一部分》为题将其出版。像同范畴的其它小说一样（比如豪尔赫·德·蒙特马约尔的La Diana），小说的主人公是一群理想化了的放牧人，诉说了他们的不幸并表达了其对田园自然的感情。
《伽拉泰亚》的情节有一条主线和四条副线，时间跨度开始于清晨结束于黄昏，这和传统田园诗相同。另外与维吉尔的牧歌一样的是，小说中每个牧人都是一个现实的面具，代表了一个真实的人物。

#### 《堂吉诃德》

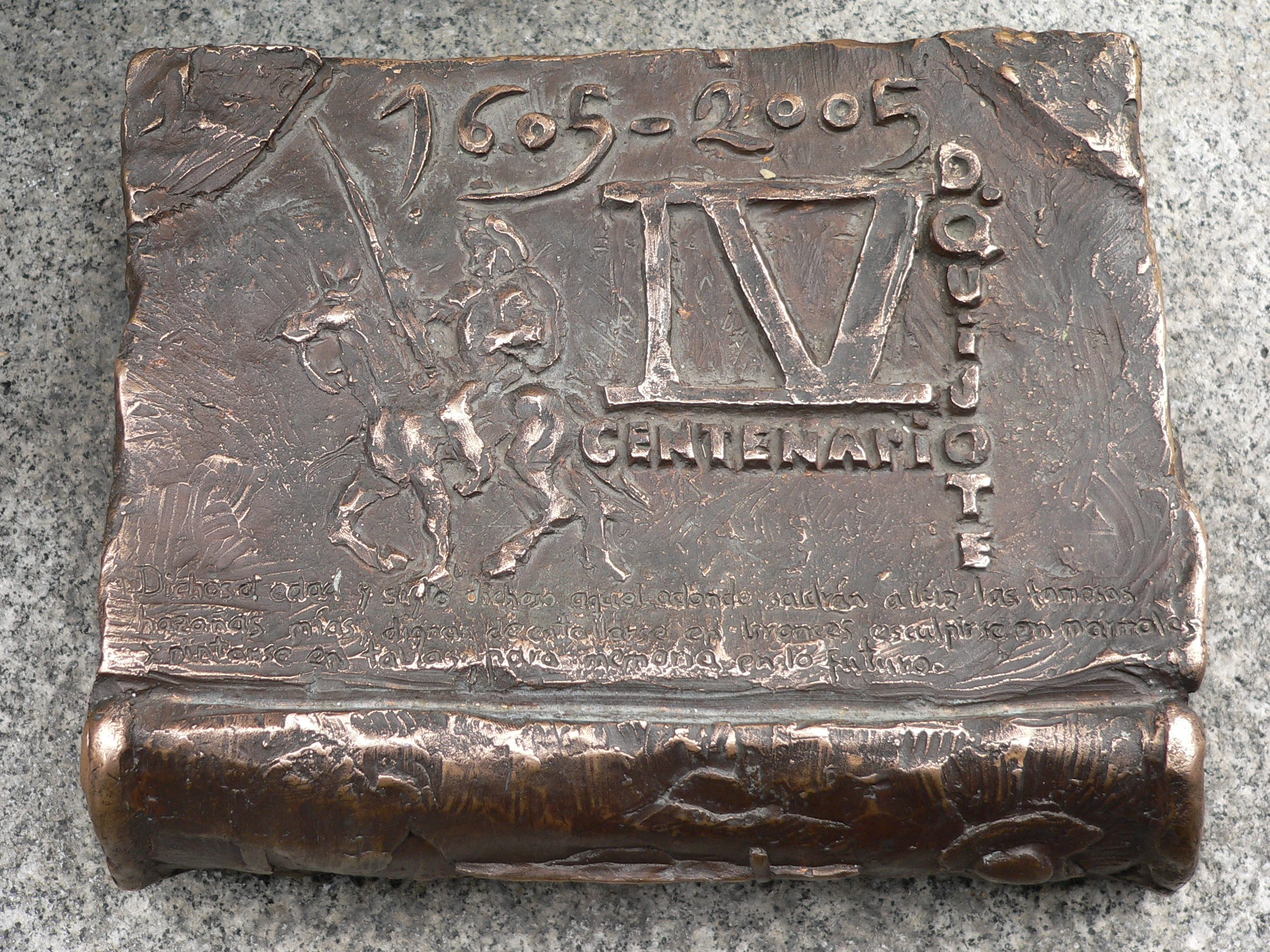
堂吉诃德出版四百年纪念版(1605-2005)

《堂吉诃德》全称《來自曼查的騎士吉訶德大人》，这部小说达到了西班牙语文学的顶峰。小说的上卷于1605年出版，受到公众盛赞。1608年它首先被翻译成英语，并于1612年出版。很快该书又被译成欧洲的其它语言，它同时也是全世界翻译版本最多的文学作品之一。

#### 《训诫小说集》
《训诫小说集》是塞万提斯于1590年至1612年间写成并于1613年集结出版的一本合集。它取得了同《唐·吉軻德》第一部分一样的好评。起初小说集的名称叫做《最正派的消遣模范小说集》（Novelas ejemplares de honestísimo entretenimiento）。
由于《林孔内特和科尔塔迪略》和《妒忌成性的厄斯特列马杜拉人》存在两个版本，人们认为塞万提斯本着道德、社会以及美学等方面的考虑，向小说中引入一些变化，使其更“模范”（即西班牙语的ejemplares）。该书最初被收录在波拉斯·德·拉卡马拉手抄的一本杂记集中，其中还收入了一篇习惯上认为是塞万提斯所做的小说《假姑妈》（La tía fingida）。另一方面，其余的一些小说曾夹杂在《堂吉诃德》中出版，比如《烦人的好奇心》（El curioso impertinente）和带有自传性质的《被俘记》（Historia del cautivo）。除此之外，该小说集还编入了另一部成品小说《林孔内特和科尔塔迪略》。
这些短篇小说分别是：
- 《吉卜赛姑娘》La Gitanilla
- 《慷慨的情人》El amante liberal
- 《林孔内特和科尔塔迪略》Rinconete y Cortadillo
- 《英国的西班牙女人》La española inglesa
- 《玻璃硕士》El licenciado Vidriera
- 《血的力量》La fuerza de la sangre
- 《妒忌成性的厄斯特列马杜拉人》El celoso extremeño
- 《鼎鼎大名的洗盘子姑娘》La ilustre fregona
- 《两姑娘》Las dos doncellas
- 《科尔奈利亚小姐》La señora Cornelia
- 《骗婚记》El casamiento engañoso
- 《狗的对话录》El coloquio de los perros

#### 《贝尔西雷斯和西希斯蒙达历险记》
这是塞万提斯的最后一部作品，可以归于拜占庭小说一类。其致德·莱默斯伯爵的题献是这样写的：
“我的脚已伸入马镫，
带着对于死亡的焦虑感，
伟大的先生，我谨向您献上此书”
作家清楚地意识到自己时间已经不多，于是开始向朋友告别。他对生命并不抱太大的幻想，但是却非常希望活下去继续完成构思好的小说：《花园间的时光》（Las semanas del jardín）、《著名的伯纳德》（El famoso Bernardo）以及《伽拉泰亚》的第二部分。

### 诗歌
塞万提斯酷爱作诗，尽管到最后他对自己的创作能力产生了怀疑。他在逝世前在《帕尔纳索斯山之旅》中写道：
“我一直夜以继日地创作，就好像我真的有诗人的天赋一样，而事实是上帝并未将其赋予我。”
他所有的未收录于小说或者剧作中的诗作几乎全部失传或者无法辨认。塞万提斯曾说他创作了相当数量的八音节诗，这其中他最欣赏一首关于醋意的诗。他确实同一些当代的伟大诗人，如洛佩·德·维加、贡果拉和戈维多一起参与了1580年的八音节诗的编汇工作，并且创作了新歌谣集——一个与传统的十五世纪的旧歌谣集相对。
塞万提斯的诗歌创作起于献给伊莎贝尔·德·巴洛斯的四篇作品之一Exequias de la reina Isabel de Valois，其余的三篇为《致佩德罗·帕蒂利亚》（A Pedro Padilla）、《致费尔南多·德·埃莱拉之死》（A la muerte de Fernando de Herrera）、《致阿斯图里亚的胡安·鲁福》（A la Austriada de Juan Rufo）。不过他作为诗人，漫画诗与讽刺诗更为突出。其范例是十四行诗《拜谒塞维利亚吾王费利佩二世陵墓》（Un valentón de espátula y greguesco y Al túmulo del rey Felipe II），诗中最为著名的句子是：
Caló el chapeo, requirió la espada, 
miró al soslayo, fuese, y no hubo nada.

#### 《帕尔纳索斯山之旅》
塞万提斯的唯一一部长篇叙事诗作为写于1614年的《帕尔纳索斯山之旅》（El viaje del Parnaso）。它由第一行与第三行押韵的三行诗句连接组成。作者在诗中对西班牙诗人作了评论，在讽刺一些诗人的同时赞扬了另一些诗人。据塞万提斯本人所说，该诗与Cesare Caporali di Perugia1578年的作品Viaggio di Parnaso相似。全诗在八个章节中以自传体的形式叙述了在帕尔纳索斯山的旅行。诗里作者乘坐了一艘由墨丘利驾驶的小船，途中那些被作者褒扬的诗人试图反对那些伪诗人，为墨丘利辩护。他们后与阿波罗一起聚集在山上，赢得了战争的胜利，最终主角平安回到家里。

### 戏剧

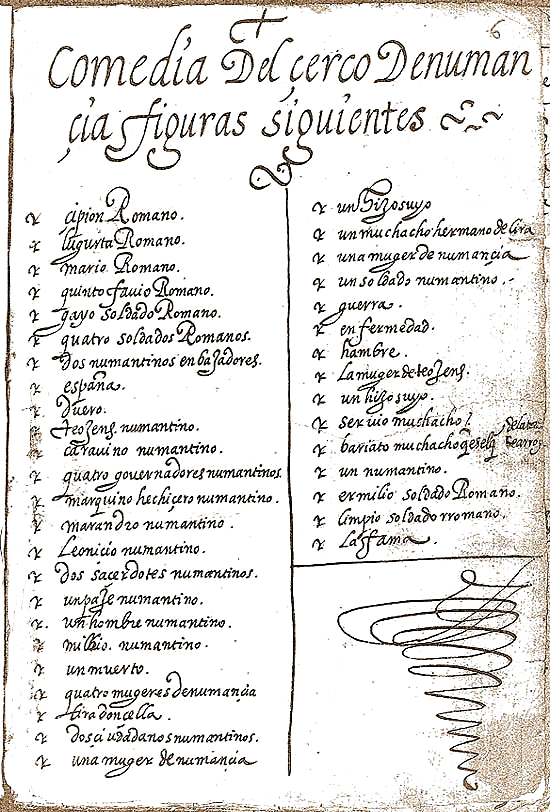
西班牙国家图书馆所藏15000号手稿：《被围困的努曼西亚》原始对开本

经济上的拮据促成了塞万提斯创作戏剧的动力。他曾写道自己对洛佩·德·鲁埃达的戏剧的着迷程度非同一般。然而，就像他在《尚未上演的八出喜剧和八出幕间短剧》的序言中写的一样，他的作品上演后从来都“没有人给小费”，和洛佩·德·维加更加大胆创新更加现代化的可谓创立剧作新形式的剧本面前，塞万提斯在剧本创作上的成功实在只能说是昙花一现。因此，戏剧家们总是轻视他的作品而更加偏好维加的。塞万提斯的剧作总是有着一定的道德目的，包含着一些讽喻性质的人物，按部就班的遵从情节、地点、时间三方面的亚里士多德式的整一性，维加则打破了以上的这些定律。塞万提斯对于他的失败一直不能释怀，他还借《堂吉诃德》的第一部分表达了自己对维加式的新戏剧的厌恶，隐约可以书中感受到其中的戏剧人物充斥着大量的对话和幕间短剧式情势。事实上，塞万提斯正是在幕间短剧上充分展现了自己横溢的戏剧创作才华，使自己得以与路易斯·奇尼奥内斯·德·维纳文特（Luis Quiñones de Benavente）和弗朗西斯科·德·戈维多一样，被誉为最好的幕间短剧作家。他的幕间短剧剧本塑造了许多有深度的人物，其中蕴含的幽默感让他人难以模仿，为后人的创作提供了学术榜样。在塞万提斯的剧本和小说之间是存在一定的内在联系的。例如，幕间短剧中的《吃醋的老汉》（El viejo celoso）出现在了《训诫小说集》里的《妒忌成性的厄斯特列马杜拉人》中。此外还有很多桑丘·潘萨式的人物，如幕间短剧《达甘索地区选村长》（Elección de los alcaldes de Daganzo）里的主角正像桑丘·潘萨一样爱好唱歌，且沉迷于葡萄酒。巴洛克题材里的外表和现实在《奇迹戏的演出》（El retablo de las maravillas）里有所体现，作家在此改编了中世纪故事《胡安·马努埃尔》，赋予它了一个社会含义。《审理离婚案件的法官》（El juez de los divorcios）则是塞万提斯生活的写照，他在作品里得出结论：与一个糟糕的男子和谐的生活，比与一个出色的男子（纠缠不清却）不离婚要好的多。（más vale el peor concierto / que no el divorcio mejor）。《流氓鳏夫》（El rufián viudo）、《萨拉曼卡的山洞》（La cueva de Salamanca）、《伪装的比斯开人》（El vizcaíno fingido）和《殷勤的守护神》（La guarda cuidadosa）也是如此。塞万提斯改变汲取了很多散文和诗歌来进行幕间短剧的创作，最典型的是《说话者》（Los habladores）。

### 失传作品及其它
塞万提斯曾在一些场合提及过他正在创作的或是正准备创作的作品，他写的相当多的喜剧都成功上演，但其剧本部分却已失传。塞万提斯所提到过的已遗失的戏剧作品有：《伟大的土耳其女人》（La gran Turquesca）、《海战》（La batalla naval）、《耶路撒冷》（La Jerusalén）、La Amaranta o la del Mayo、《爱之林》（El bosque amoroso）、《唯一》（La única）、La bizarra Arsinda和《茫然的女士》（La Confusa），这些剧本在胡安·阿伽西奥1627年的汇编集中有所介绍。另一部喜剧作品El trato de Constantinopla y muerte de Selim也是塞万提斯所作。
在那些据作家本人所说的他“已经写完”却失传的作品中，比较重要的是《花园间的时光》、《著名的伯纳德》（El famoso Bernardo，也许这是一本有关Bernardo del Carpio的骑士小说）以及《伽拉泰亚》的第二部分。
同时，还有一些他人的作品由于各种原因，也被认为是塞万提斯所作。其中比较重要的有：
- 《假伯母》（tía fingida），与《训诫小说集》的叙事方格相同。
- 《西莱尼亚与塞拉尼奥关于田园生活的对话》（Diálogo entre Cilenia y Selanio sobre la vida en el campo），被认为是塞万提斯失传的作品《花园间的时光》（Las semanas del jardín）中的片断。
- 《瓜达卢佩圣母的裁决》（Auto de la soberana Virgen de Guadalupe），一篇有关找到瓜达卢佩圣母（nuestra señora de Guadalupe）肖像画的宗教裁决文。
- 《阿尔及尔地形历史概况》（La Topografía e historia general de Argel）

## 艺术成就及影响

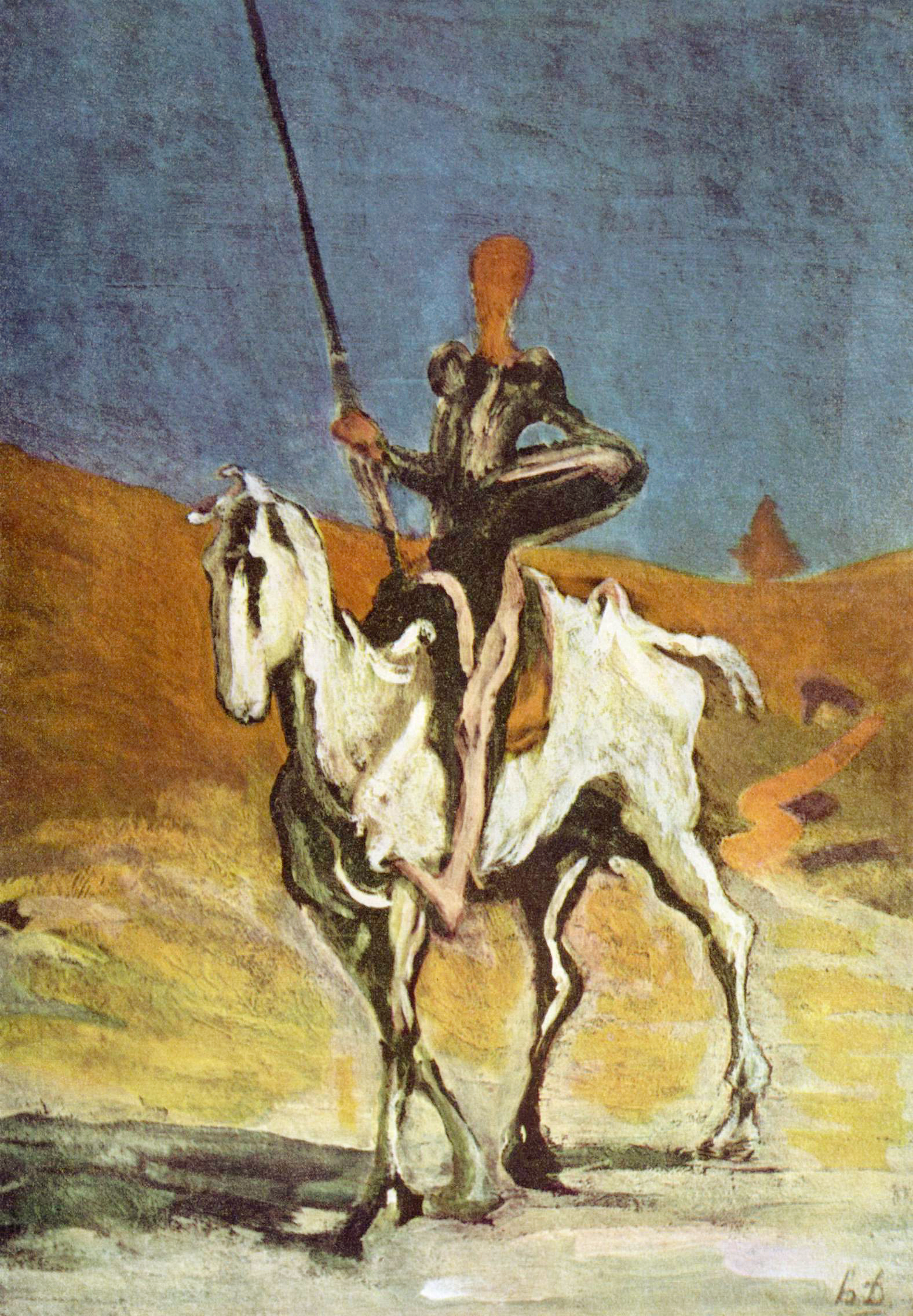
插图：奥诺勒·达米尔（Honoré Daumier）

塞万提斯的作品是相当独特的。他通过嘲弄性地模仿已经开始衰退的文学潮流，例如骑士小说，来创造出另一种富有生气的小说类型——复调小说。这种小说凭借一种“虚构之外的游戏”掺杂了宇宙观与世界观，甚至复杂地与现实混合在一起。在当时，英雄史诗也可以采用散文的形式，他略带嘲讽地以对洛佩·德·維加的戏剧中经典人物的修改，创造了现实主义的准则，并将其推广到欧洲，其在整个欧洲的追随者比在西班牙本地要多的多。整个十九世纪的现实小说都被他这位“教师”所影响。
另一方面，塞万提斯的另一部著作《训诫小说集》，展现了他着眼点的深度以及对叙事结构进行试验的愿望。其中有讽刺体《狗的对话录》，流浪汉小说《林孔内特和科尔塔迪略》，杂记《退伍的玻璃窗》，拜占庭小说《英国的西班牙女人》和《慷慨的情人》，甚至是警察小说《血的力量》（La fuerza de la sangre）。

## 轶事
- 通常认为塞万提斯与莎士比亚是同一天逝世的，但实际上这是一个错误的说法。虽然他们俩死于同一日期，但那时英国使用的是儒略历，而西班牙使用的是公历。
- 以色列的第一位总理大卫·本-古理安为了读到原版的堂吉诃德而自学了西班牙语。
- 塞万提斯未留有真实画像，只有人们根据作者外表自述而创作的绘画。